# Chariesthes nigroapicalis
Chariesthes nigroapicalis är en skalbaggsart som först beskrevs av Aurivillius 1903.  Chariesthes nigroapicalis ingår i släktet Chariesthes och familjen långhorningar. Inga underarter finns listade i Catalogue of Life.